# Carlo Labruzzi

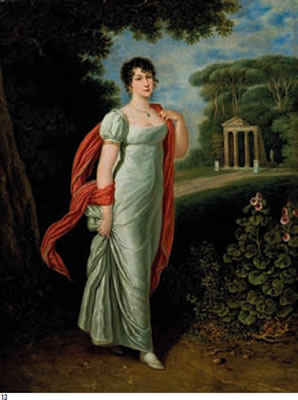
Carlo Labruzzi, Teresa Pichler

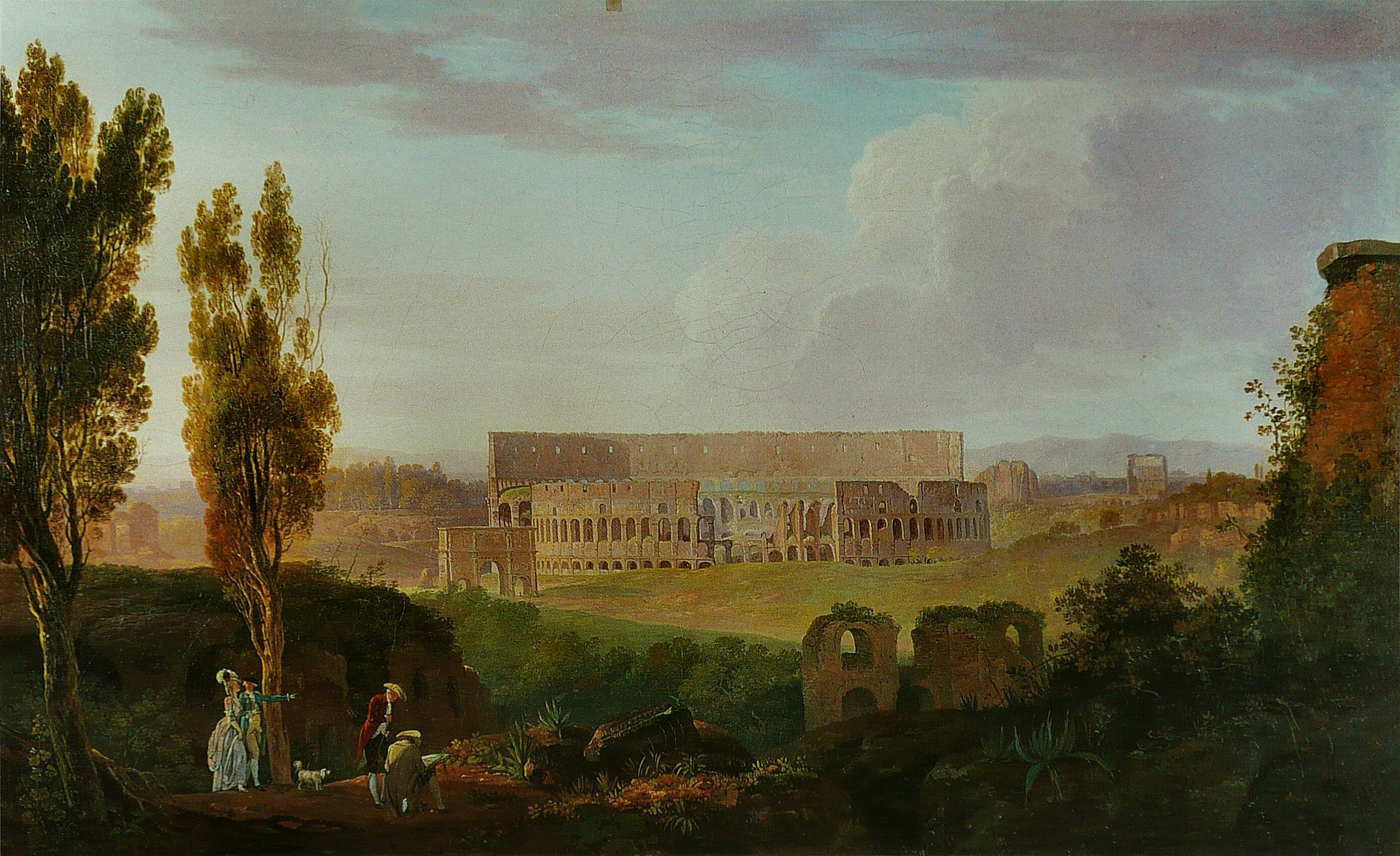
Carlo Labruzzi, Colosseo

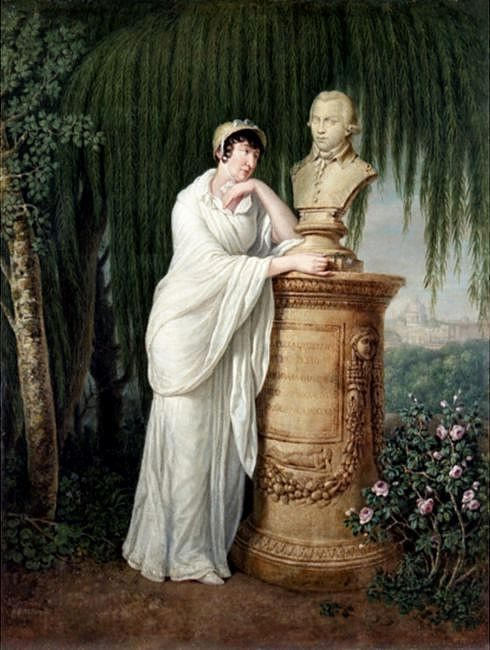
Carlo Labruzzi, Anna Antonina Krasińska

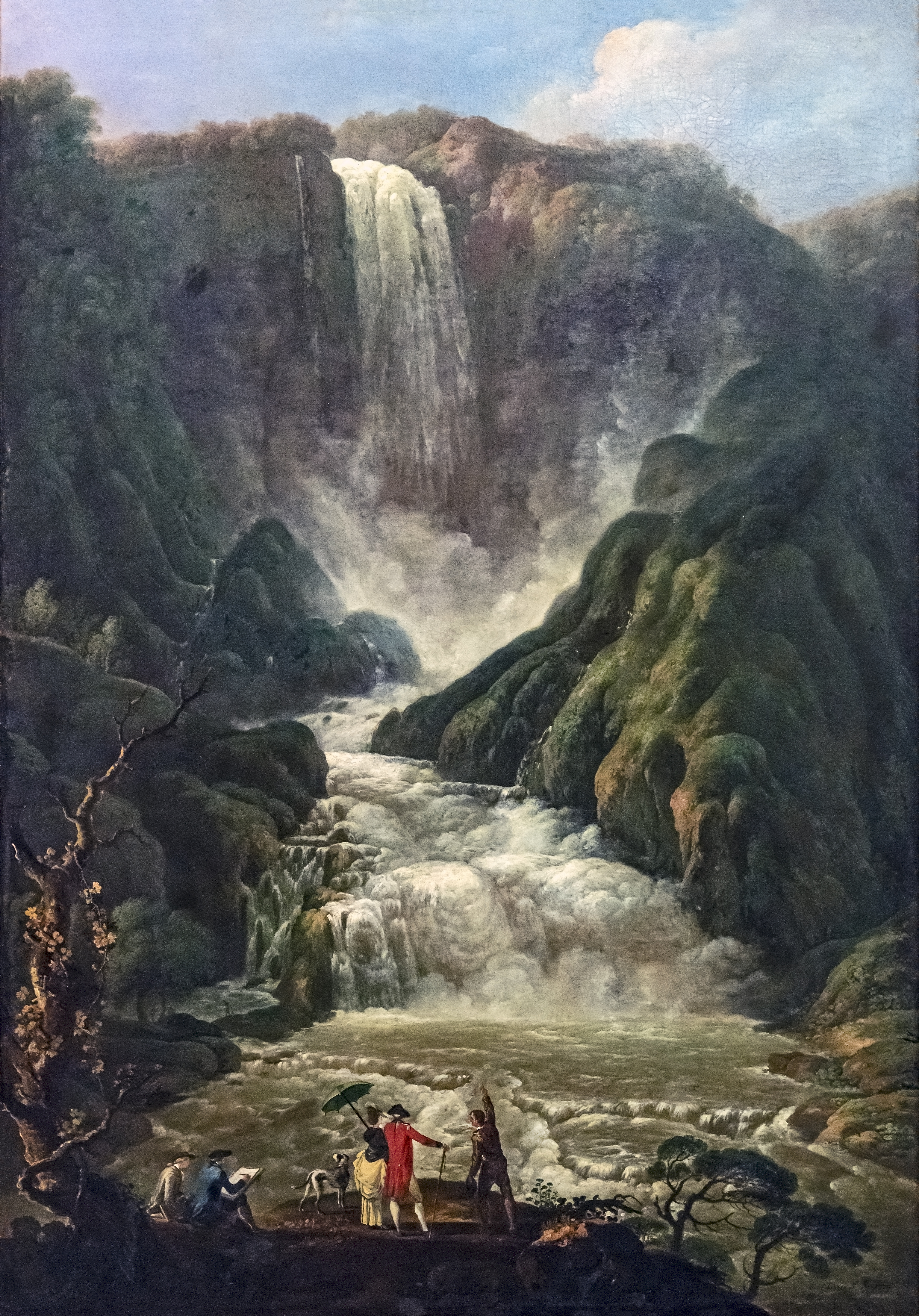
Carlo Labruzzi, Cascate di Terni

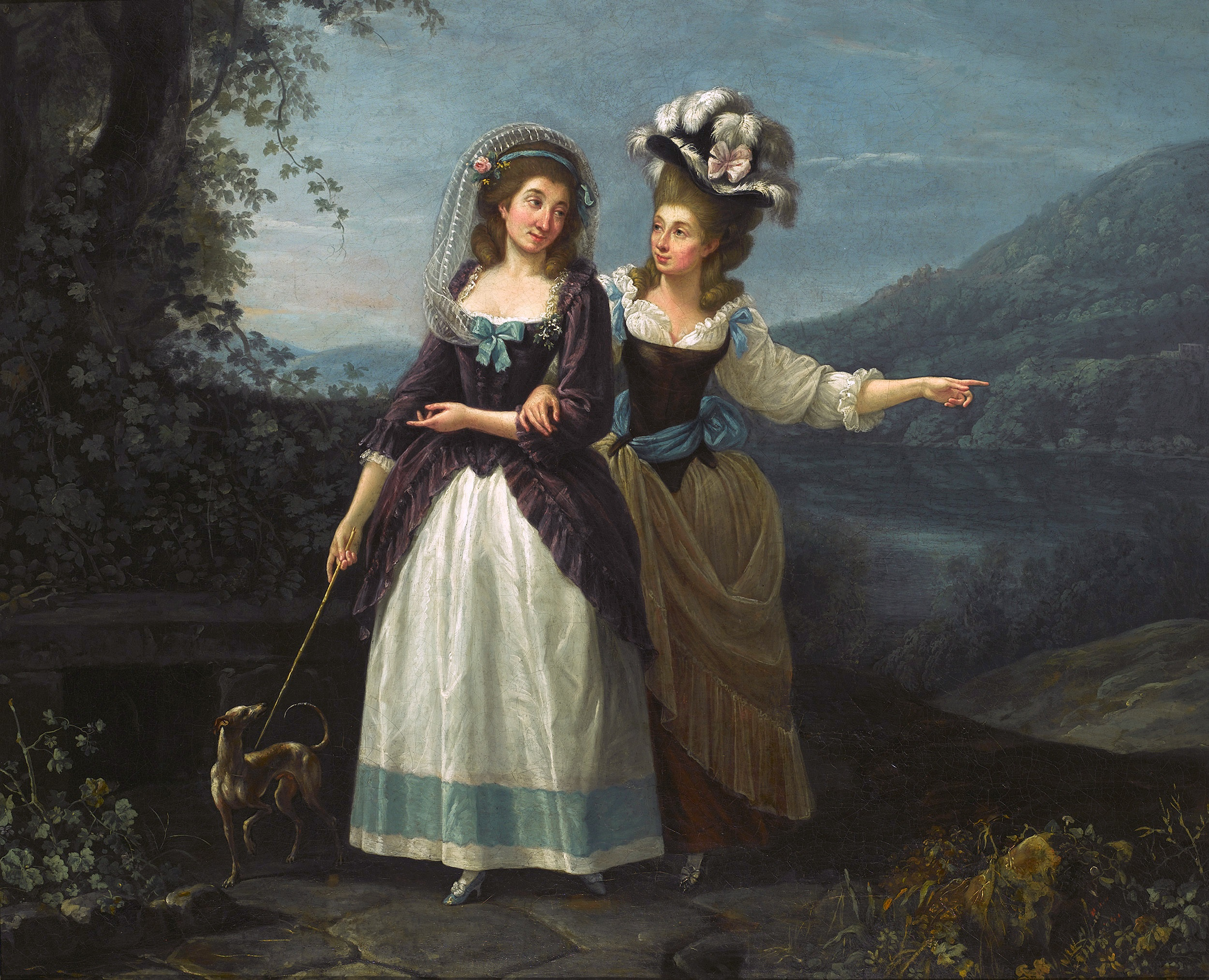
Carlo Labruzzi, Le sorelle Lubomirski

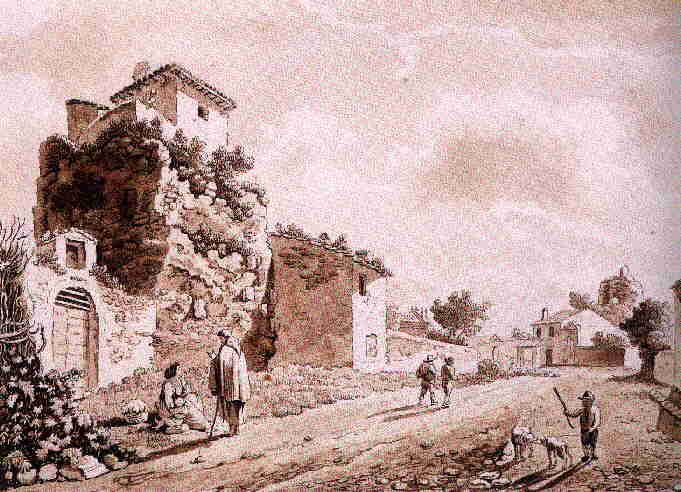
Carlo Labruzzi, Tomba di Geta sulla Via Appia, disegno

Carlo Labruzzi (Roma, 6 novembre 1748 – Perugia, 8 dicembre 1817) è stato un pittore, disegnatore e incisore italiano.

## Biografia
Figlio di Giacomo Romano, fabbricante di velluti controtagliati, e di Teresa Folli, genovese, era il fratello minore del pittore ritrattista Pietro, da cui apprese i primi rudimenti dell'arte. Era destinato alla carriera giuridica, ma seguì i corsi dell'Accademia di San Luca. Sposò Flavia Zannoli che gli diede nove figli.

Noto come paesaggista raffinato - i suoi disegni e i suoi acquarelli erano apprezzati soprattutto dagli inglesi e dai polacchi del Grand Tour - Carlo Labruzzi era attento alla documentazione storica dei luoghi e contribuì alla conoscenza antiquaria e alla scoperta di nuovi siti archeologici. Labruzzi lesse Tibullo, Orazio e Virgilio e riscoprì la valle del fiume Licenza sottostante il paese omonimo ora Comune montano di Roma con la villa di Orazio, e a Tivoli la villa di Gaio Cilnio Mecenate.

### In viaggio con sir Colt Hoare
L'archeologo e pittore dilettante sir Richard Colt Hoare chiese a Carlo Labruzzi di percorrere insieme il cammino sulla Via Appia, in direzione di Brindisi, descritto da Orazio nella satira V del libro primo. Labruzzi avrebbe documentato con disegni il viaggio.
Il 31 ottobre 1789 Hoare e il Labruzzi iniziarono il cammino; ma per il maltempo quando giunsero a Benevento anche per la salute cagionevole del disegnatore furono costretti a ritirarsi a Napoli e tornare a Roma. Labruzzi eseguì una quantità di schizzi dal vero, che utilizzò poi come appunti per i successivi disegni a penna, acquerellati a seppia, che Hoare gli aveva commissionati. 
La Biblioteca Apostolica Vaticana conserva 226 fogli, rilegati in cinque tomi in folio. La collezione era stata acquistata nel 1899 da Thomas Ashby e fu venduta dalla sua vedova alla Biblioteca Vaticana, nel 1931. Un'altra serie di 188 disegni si conserva alla Biblioteca Sarti dell'Accademia di San Luca. Altri disegni, in parte sono al British Museum, in parte sono stati venduti all'asta e 10, con vedute della Via Appia, sono stati donati nel 1971 al Gabinetto comunale delle stampe di Roma.
Del progetto, commissionato da Hoare, furono incise 24 tavole, raccolte in due fascicoli di 12 fogli ciascuno, che furono editi a Roma nel 1794, col titolo Via Appia illustrata ab Urbe Roma ad Capuam. Nell'Ottocento furono stampate varie raccolte di incisioni, tratte da disegni del Labruzzi: nel 1810 una serie fu stampata da Piero Parboni e Antonio Poggioli, col titolo Le antichità d'Albano delineate nei suoi avanzi da C. Labruzzi ed incise da P. Parboni e A. Poggioli; nel 1844 Agostino Rem-Picci stampò un'altra serie, dal titolo Monumenti e ruderi che veggonsi lungo i lati delle prime due miglia della via Appia.
Nel 1788 Labruzzi dedicò a Hoare tredici acquetinte con figure di contadini.
Carlo Labruzzi dipinse ad olio la grande tela con la Veduta delle cascate di Terni, del Musée du Château de Carcassonne, databile c. 1780; la Veduta del Colosseo dal Palatino, conservata nel palazzo di Caterina a Puškin, in Russia (1780) e la Veduta del parco di Olesin, del Museo del Castello di Wilanów, in Polonia (1779).

### I ritratti
Come ritrattista, Labruzzi dipinse le sorelle Isabella e Alessandra Potocka sulle rive del lago di Albano, datato 1780 e conservato a Wilanów.
Nel 1807 principe Francesco Ruspoli gli commissionò una conversazione familiare a palazzo Ruspoli, a Roma. Labruzzi riprodusse con precisione volti e atteggiamenti dei personaggi, tappeti e tappezzerie, abiti e la tavola imbandita. Il pendant, commissionato nel 1815, ritrae i bambini di casa Ruspoli che giocano nel giardino del castello di Vignanello.
Quattro sono i ritratti di Teresa Pichler, moglie di Vincenzo Monti. In quello datato 1807, la donna, con sullo sfondo un salice piangente, guarda tristemente il busto di marmo del padre Giovanni Pichler (morto nel 1791). Dei due ritratti, databili c. 1805 e ambientati nel giardino del lago di Villa Borghese, uno è a Roma, al Museo Mario Praz. Un quarto ritratto, datato 1808, è oggi al Museo Napoleonico di Roma.
Labruzzi dipinse il ritratto dell'aristocratica polacca Antonina AnnaKrasinska, raffigurandola presso il busto del defunto consorte (Wilanów, Museo del Castello). Intorno al 1809 eseguì il ritratto, ora al Museo di Roma, dell'archeologo danese Georg Zoëga post mortem. Ammantato come un antico romano, l'intellettuale danese indica un sarcofago dei Musei Capitolini, mentre il busto di Minerva giace a terra.

### Un artista affermato
Nel 1781 Carlo Labruzzi fu ammesso alla Congregazione dei Virtuosi al Pantheon; nel 1792 entrò in Arcadia, come Antifilo Naucrazio; nel 1796 fu dichiarato accademico dell'Accademia di San Luca. Pio VII lo insignì dello Sperone d'oro e dal 1813 al 1817 Labruzzi fu direttore dell'Accademia di belle arti di Perugia. Il Museo dell'Opera del Duomo di Perugia conserva la sua tela che rappresenta lo Sposalizio della Vergine.